# Asconius Pedianus
Quintus Asconius Pedianus (9/3 v.Chr.-76/88 n.Chr.) was een Romeins grammaticus en historicus.

## Leven en werken
Asconius was waarschijnlijk afkomstig uit Patavium (Padua).
Hij zou op latere leeftijd naar Rome zijn verhuisd, waar hij ook zou overlijden, nadat hij op 72-jarige leeftijd blind was geworden. Tijdens het bewind van Claudius en Nero maakte hij voor zijn zonen commentaren op de redevoeringen van Cicero. Van deze commentaren, die vooral historisch van aard zijn, zijn er vijf bewaard gebleven waaraan later de gezamenlijke titel Orationum Ciceronis quinque enarratio is gegeven. Het zijn de commentaren op In Pisonem, Pro Scauro, Pro Milone, Pro Cornelio en In Toga Candida. De laatste twee redevoeringen zijn verloren gegaan, en de commentaren zijn daarom extra van belang om ze te kunnen reconstrueren. Asconius baseerde zich op verschillende, vaak primaire bronnen, onder meer het Staatsblad (Acta diurna), steno-verslagen of ruwe versies (commentarii) van Cicero's ongepubliceerde toespraken, Tiro's De vita M. Tullii Ciceronis, toespraken en brieven van Cicero's tijdgenoten en verscheidene historische schrijvers, onder anderen Varro, Atticus, Antias, Tuditanus en Fenestella (een tijdgenoot van Livius die hij vaak bekritiseert).
In zijn commentaar op Pro Scauro spreekt hij over Longus Caecina (gestorven in 57 n.Chr.) als nog in leven, terwijl we uit zijn woorden kunnen opmaken dat Claudius (gestorven in 55) reeds was overleden. Dit commentaar moet dus tussen 54 en 57 zijn geschreven.
Er staan nog twee commentaren in het door Poggio herontdekte handschrift, die getuigen van een superieure latiniteit en met een sterk grammaticaal karakter, op Cicero's redevoeringen In Verrem en Divinatio in Caecilium. Deze kunnen echter niet aan Asconius worden toegeschreven. Andere werken van zijn hand zijn verloren gegaan: Contra obtrectatores Vergilii, Vita Sallustii en een werk over lang leven.

## De manuscripten
De werken van Asconius werden in 1416 door Poggio Bracciolini in een manuscript in Sankt Gallen gevonden. Dit manuscript is nu verloren, maar gelukkig zijn er drie transcripties gemaakt door Poggio, Zomini (Sozomenus) van Pistoia en Bartolommeo da Montelciano. Die van Poggio bevindt zich nu in Madrid (Matritensis X. 81) en die van Zomini in de Forteguerri bibliotheek in Pistoia (nr. 37). Een kopie van Bartolommeo's transcriptie bevindt zich in Florence (Laur. 5). De latere manuscripten zijn afgeleid van de Poggio-kopie.

### Edities, vertalingen en commentaren
- A.C. Clark (ed.), Q. Asconii Pediani orationum Ciceronis quinque enarratio, Oxford, 1907.
- A. Geerebaert (introd. trad. annot.), Cicero's Pleitrede voor Milo, Leuven - Brussel, 1912, pp. 12-38. (enkel de eerste druk bevat ook een vertaling van Asconius' Argumentum op de pro Milone)
- A. Kiessling - R. Schoell (edd.), Q. Asconii Pediani orationum Ciceronis quinque enarratio, Berlijn, 1875.
- J.N. Madvig (comm.), De Q. Asconii Pediani et aliorum veterum interpretum in Ciceronis Orationes commentariis Disputatio Critica, Kopenhagen, 1828.
- B.A. Marshall, A Historical Commentary on Asconius, Columbia, 1985.
- J.A.M. van der Linden (ed. trad. annot.), M. Tulli Ciceronis Pro T. Annio Milone oratio ad iudices, met Q. Asconi Pediani praefatio, Zeist,1971, pp. 19-57. (inclusief een vertaling van Asconius' Argumentum.)

### Encyclopedie-artikels
- C. Kugelmeier, art. Asconius Pedianus, Q., in NP 2 (1997).
- G. Wissowa, art. Asconius (8), in RE II.2 (1896), coll. 1524-1527.